# Stanisław Fiedorczuk
Stanisław Fiedorczuk (ur. 29 maja 1910 we wsi Wyszonki Wypychy, zm. 20 września 2004 w Trzciannem) – ksiądz rzymskokatolicki. Pracował w miejscowościach: Prozoroki, Miory, Zabłudów, Sokółka, Dobrzyniewo; od 1950 administrator parafii Trzcianne, w tym samym roku proboszcz; od 1965 dziekan knyszyński; na emeryturze od 1974. Przez cały okres pracy duszpasterskiej inwigilowany przez UB, autor wspomnień Kartki z mojego życia. Wspomnienia z lat 1920-1976, wydanych przez Instytut Historii Uniwersytetu w Białymstoku w 1998 r.